# Dai Tielang
Dai Tielang (xinès simplificat: 戴铁郎, pinyin: Dài Tiěláng; Singapur, 17 d'octubre de 1930 - Hangzhou, Zhejiang, 4 de setembre de 2019) va ser un animador i director de cinema xinés nascut a Singapur, més conegut per dirigir Black Cat Detective.
Nascut a Singapur l'any 1930 a una família d'artistes vinculada al comunisme, la família de Dai va tornar a la Xina el 1940. Després de graduar-se a l'Acadèmia de Cinema de Beijing el 1953, va treballar al Shanghai Animation Film Studio, treballant a unes 30 produccions. Va fer d'animador a pel·lícules com Jiao'ao de Jiangjun i Xiao Kedou zhao Mama, fins que debuta en la direcció el 1979 amb Muji Banjia. El 1980 dirigeix Wode Pengyou xiao Haitun, i el 1981 codirigeix Jiu Se Lu. Entre el 1984 i 1987, dirigeix la sèrie Black Cat Detective, amb dissenys de Zhu Zhixiang. Inicialment estrenada en cinemes, també s'emetria a la CCTV amb molt d'èxit.
La crisi del cinema d'animació xinés a finals dels anys huitanta fa que sèrie es cancel·le després que es feren cinc entregues. Finalment, Dai es retira el 1991, fent un parell de treballs més després de finalitzar la popular sèrie de dibuixos.
El pare de Dai, Dai Langying, era natural de Huiyang. Va ser pintor i va començar a treballar a Singapur als anys trenta. Va ser professor a l'Acadèmia Xinesa de l'art, a Hangzhou, on Dai Tielang va instal·lar-se i formar a professionals a finals de la dècada dels 2000.
El 2010 va dirigir l'adaptació cinematogràfica de Black Cat Detective, que va recaptar més de quinze milions de yuans.